# Зигфрид II (граф Веймар-Орламюнде)
Зигфрид II (нем. Siegfried II. von Weimar-Orlamünde; 1107 — 19 марта 1124) — граф Веймара и Орламюнде с 1113 года из рода Асканиев.

## Биография
Зигфрид II — старший сын Зигфрида I, пфальцграфа Рейнского, графа Веймара-Орламюнде, и Гертруды фон Нортхейм, дочери маркграфа Фрисландии Генриха Нортгеймского.
После смерти отца Зигфрид II унаследовал Веймар-Орламюнде, а пфальцграфство Рейнское узурпировал Готфрид фон Кальв.
В 1115 году его мать вышла замуж вторым браком за Отто фон Зальма, который, возможно, стал после этого опекуном несовершеннолетнего Зигфрида.
В 1124 году Зигфрид умер. Ему наследовал младший брат Вильгельм, которому в 1126 году удалось подтвердить свои права на пфальцграфство Рейнское.

## Потомство
Дочь Зигфрида Христина вышла замуж за Хойера, графа в Хассегау. Они стали основателями рода графов Мансфельд.